# Gaston d'Audiffret
Pour les articles homonymes, voir d'Audiffret.
Charles-Louis-Gaston d'Audiffret, né le 10 octobre 1787 à Paris et mort le 19 avril 1878 à Paris, est un homme politique, administrateur et économiste français.

## Biographie

### Jeunesse et études
Gaston d'Audiffret est le fils de Louis Guillaume Joseph François, chevalier, marquis d'Audiffret, seigneurs de Layet, Passins et Tours (où la famille possède des châteaux), Artas et autres lieux, colonel de cavalerie. Il appartient à une famille de la noblesse dauphinoise et provençale. Oncle du duc Gaston d'Audiffret-Pasquier, il épousa la fille de Pierre-Barthélémy Portal d'Albarèdes.
Il fait ses études es au lycée Bonaparte.

### Parcours professionnel
Il entra à la Caisse d'amortissement et des dépôts en 1805, puis passa au ministère du Trésor en 1808. Directeur adjoint au ministère du Trésor en 1812, il fut nommé auditeur au Conseil d'État.
Il devient directeur de la comptabilité générale des finances en 1814, puis premier commis des finances en janvier 1816.
Il est nommé maître des requêtes au Conseil d'État en 1817, puis conseiller d'État en 1828.
Il est nommé président de la Cour des comptes par une ordonnance royale en 1829, puis de la Caisse des dépôts et consignations en 1847.
Il est nommé pair de France en 1837, puis sénateur en 1852.
Il est l'un des fondateurs du Crédit industriel et commercial en 1859.
Le marquis d'Audiffret est élu membre de l'Académie des sciences morales et politiques en 1866.

## Ouvrages
- Examen des revenus publics (1839)
- Système financier de la France (6 volumes, 1863-1870) Texte en ligne 1 2 3 4 5 6

Publications posthumes
- Famille d'Audiffret. 442-942. 1232-1932. Son origine et la fondation par eux de la ville de Barcelone ou Barcelonnette. Leurs établissements dans la vallée de l'Ubaye, à Faucon, Jauziers, Seyne et autres localités. Travail fait sur titres authentiques, par le marquis Gaston d'Audiffret, pair de France, augmenté par le marquis Gustave d'Audiffret, son fils, ancien receveur particulier de Castellane (Basses-Alpes), ancien trésorier-payeur général de Toulon (Var). À l'occasion du septième centenaire de la fondation de Barcelonnette, par le marquis Marie-Jean d'Audiffret (1931)
- Souvenirs de ma famille et de ma carrière dédiés à mes enfants, 1787-1878, par Charles-Louis-Gaston d'Audiffret, édition critique présentée et annotée par Michel Bruguière et Valérie Goutal-Arnal, Comité pour l'histoire économique et financière de la France, Paris, 2002.

## Décorations
- Grand-croix de la Légion d'honneur Il est élevé grand-croix le 28 décembre 1869 [2].

## Armes
| Image | Armoiries |
| ----- | --- |
|       | Charles Louis Gaston († 1878), Marquis d'Audiffret, Pair de France puis Sénateur du IInd Empire. D'or, au chevron d'azur, chargé de cinq étoiles d'or, accompagnées en pointe d'un mont de 3 coupeaux de sable, soutenant un faucon du même, la tête contournée et la patte dextre levée ; à la bordure componée de sable et d'or |